# Krogi
Krogi so gimnastično orodje, na katerem tekmujejo moški.

## Dimenzije
Mere orodja, povzete po FIG:
- Višina vpetja: 5,75 m nad tlemi
- Višina od tal: 2,75 m (vključno z 20 cm visoko blazino)
- Razdalja med krogoma: 50 cm
- Notranji premer kroga: 18 cm
- Skupni premer kroga: 23,6 cm (debelina kroga 2,8 cm, 18 + 2,8 * 2 = 23,6)